# Wilhelm Johannsen

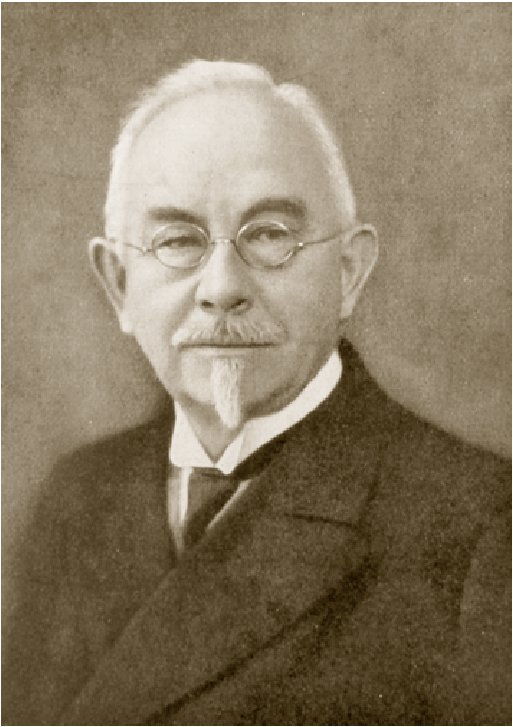
Wilhelm Ludvig Johannsen

Wilhelm Ludvig Johannsen (ur. 3 lutego 1857 – zm. 11 listopada 1927) – duński botanik, wprowadził pojęcia genotypu i fenotypu. Od 1905 profesor fizjologii roślin na uniwersytecie w Kopenhadze.
Wykazał, że selekcja w obrębie linii czystych jest nieskuteczna.